# Hollywood United FC
A Hollywood United F.C. egy amerikai labdarúgóklub Dél Kaliforniából. A klub érdekes a számos híressége miatt, ami alaposan felforgatja a csapatot.
A legnagyobb sztár a csapatban a francia Frank Lebœuf, aki a francia labdarúgó-válogatottal megnyerte az 1998-as labdarúgó-világbajnokságot és a 2000-es labdarúgó-Európa-bajnokságot.
A csapat amatőr státuszban működik, de a jövőbeli terveik között szerepel egy ifjúsági labdarúgó-akadémia létrehozása, és profi státuszba előlépni, valamint a USL-ben, vagy az MLS-ben indulni.

## Sikerei
A klub megnyerte az OSL mini tornát, amit az Olympic Soccer League 8 csapata játszott 5 héten keresztül. A United az Offside Soccer Club-bal mérkőzött a döntőben, amit 2007. április 25-én rendeztek, és amelyen a  Hollywood United FC diadalmaskodott

## Keret
| Szám |                  | Poszt | Név              |  | Szám |  | Poszt | Név               |
| ---- | ---------------- | ----- | ---------------- |  | ---- |  | ----- | ----------------- |
|      | Egyesült Államok | FW    | Eric Wynalda     |  |      |  |       | Ian Carrington    |
|      | Egyesült Államok | DF    | Alexi Lalas      |  |      |  |       | John Davies       |
|      | Wales            | MF    | Vinnie Jones     |  |      |  |       | Mark Carr         |
|      | Haiti            |       | Jimmy Jean-Louis |  |      |  |       | Nicky Holander    |
|      | Ausztrália       |       | Anthony LaPaglia |  |      |  |       | Oliver Biaggi     |
|      | Egyesült Államok |       | Allan Hopkins    |  |      |  |       | Paul Bravo        |
| 3    |                  |       | Jason Mathot     |  |      |  |       | Paul Revill       |
| 8    |                  |       | Eddie Hayes      |  |      |  |       | Rocco Santangeleo |
| 10   |                  |       | Chris Jones      |  |      |  |       | Steve Jones       |
| 11   |                  |       | Alex Hampson     |  |      |  |       | Tamer             |
| 18   | francia          | DF    | Frank Leboeuf    |  |      |  |       | Craig Reynolds    |
| 22   |                  |       | Jamal Thomas     |  |      |  |       | Brian Burdue      |

Jelmagyarázat: GK (Goalkeeper)=Kapus, DF (Defender)=Hátvéd, MF (Midfielder)=Középpályás, FW (Forward)=Csatár